# Dritan Baholli
Dritan Baholli (ur. 23 lipca 1974 w Tiranie) – albański piłkarz i trener piłkarski, w 1996 roku reprezentant Albanii.